# Verdandi

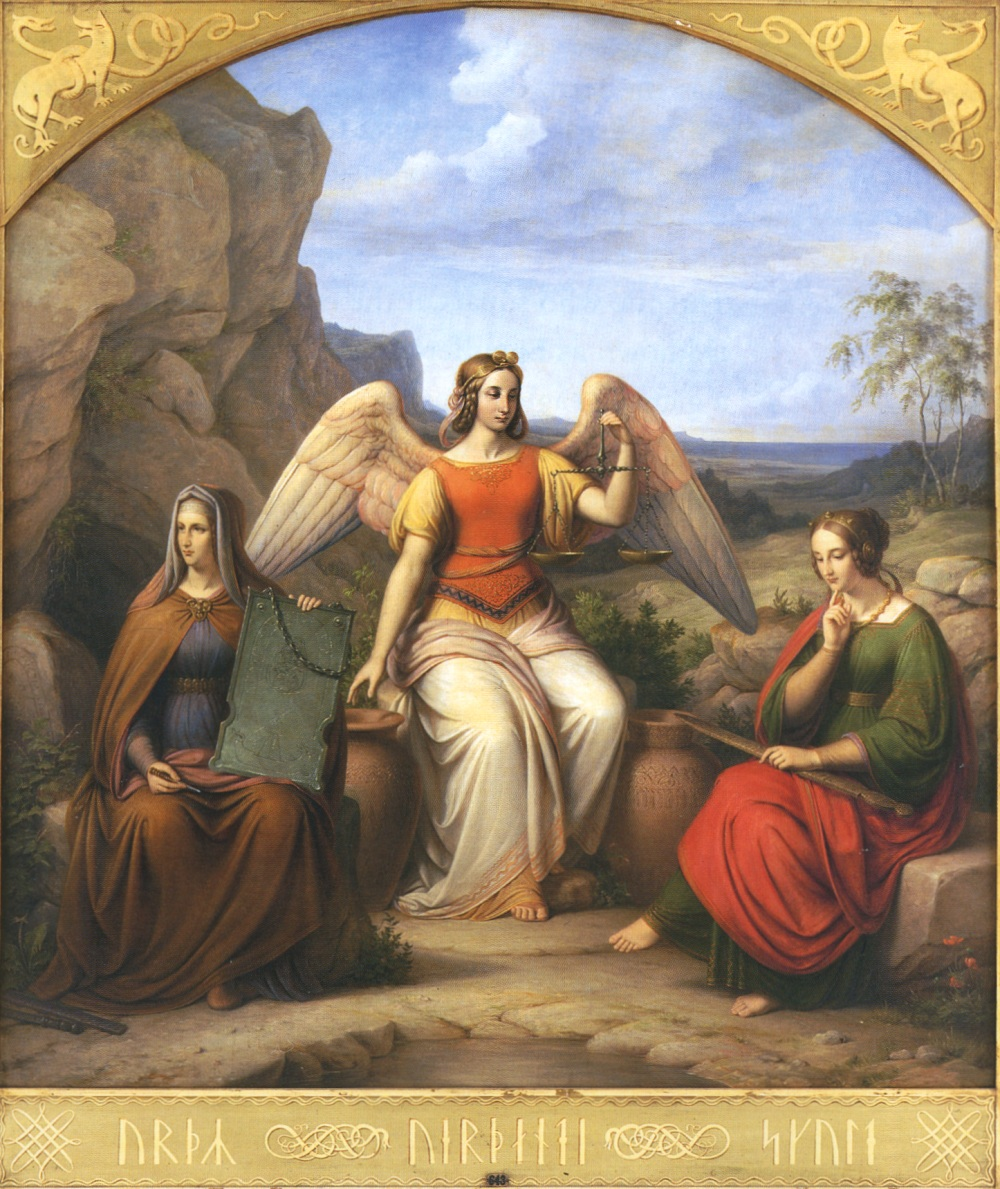
"Nornir" (1884) de J.L. Lund, ilustrând-o pe Verðandi cu aripi.

În mitologia nordică, Verdandi este una din cele trei norne, alături de Urd și Skuld. Este o personificare a prezentului, iar numele ei înseamnă "ceea ce se întâmplă".
Acest articol referitor la mitologia nordică  este deocamdată un ciot. Puteți ajuta Wikipedia prin completarea lui!